# Plerozerkoid
Als Plerozerkoid (auch Plerocercoid oder Vollfinne) wird das zweite Larvenstadium der Bandwürmer der Familie der Diphyllobothriidae (z. B. Fischbandwurms oder Spirometra erinacei-europaei) bezeichnet. Der Plerozerkoid liegt eingekapselt in der Rückenmuskulatur und in der Leber von Fischen, die als Transportwirte fungieren. Auch Frösche, Vögel, Schlangen, Schweine und Igel können Transportwirte sein.
Die unembryonierten Eier der Diphyllobothriidae gelangen durch eingeleitete Humanfäzes oder den Kot befallener Tiere in Süß- oder Brackwasser, wo sie zur schwimmfähigen Hakenlarve heranwachsen. Wird die Hakenlarve von Copepoden (Ruderfußkrebse) aufgenommen, entwickelt sich in ihnen aus der Onkosphäre die Prozerkoid-Larve. Die Kleinkrebse werden wiederum durch Friedfische als Transportwirt gefressen, in deren Muskulatur sich aus dem Prozerkoid das Plerozerkoid entwickelt. Der dann als Sparganum bezeichnete Larventyp häuft sich in Raubfischen an, wenn diese die Friedfische fressen. Beim Verzehr von rohem Fischfleisch durch den Endwirt (fischfressende Vögel und Säugetiere, auch der Mensch), kommt es dann zur Aufnahme der Plerozerkoiden, die sich im Darmtrakt des Endwirtes zum adulten Wurm entwickeln.